# Billets de banque en dollars canadiens de la série Frontières
La série de billets de banque en polymère (en anglais: Frontier Series) est la nouvelle série de billets annoncée par la Banque du Canada le 20 juin 2011.
Ces nouveaux billets sont fabriqués avec du polymère et, bien qu'ils coûtent près de deux fois plus cher que les anciens billets de coton (0,19$ au lieu de 0,10$), ils durent deux fois et demie plus longtemps que les billets de la série précédente.

## Billets
Les billets de 100$ sont sortis le 14 novembre 2011 et les billets de 50$ le 26 mars 2012. Quant aux billets de 20$, ils sont sortis le 7 novembre 2012. Les billets de 10$ et 5$ sont sortis simultanément le 7 novembre 2013 dans l'après-midi.
| Valeur | Couleur principale | Recto | Verso | Description recto           | Description verso | Année de la série | Date d'émission  |
| ------ | ------------------ | ----- | ----- | --------------------------- | --- | ----------------- | ---------------- |
| $5     | Bleu               |       |       | Sir Wilfrid Laurier         | Canadarm 2 et Dextre | 2013              | 7 novembre 2013  |
| $10    | Pourpre            |       |       | Sir John A. Macdonald       | Train de passagers Le Canadien | 2013              | 7 novembre 2013  |
| $20    | Vert               |       |       | Élisabeth II                | Mémorial de Vimy et des coquelicots                                                                                                 | 2012              | 7 novembre 2012  |
| $50    | Rouge              |       |       | William Lyon Mackenzie King | Le NGCC Amundsen dans les eaux arctiques, carte de la partie nord du Canada et le mot Arctique en inuktitut (ᐅᑭᐅᖅᑕᖅᑐᖅ, ukiuqtaqtuq) | 2012              | 26 mars 2012     |
| $100   | Brun               |       |       | Sir Robert Borden           | Recherche médicale, invention du pacemaker, double hélice d'ADN et ampoule d'insuline                                               | 2011              | 14 novembre 2011 |